# Marantz
Marantz is een Amerikaans-Japans bedrijf dat werd opgericht in 1953 in Long Island (New York). Marantz is producent van consumentenelektronica en hifi-audioapparatuur. Het bedrijf had een grote invloed op de ontwikkeling van hifi-audiosystemen. De grootste successen behaalde het in de jaren 70.

## Geschiedenis

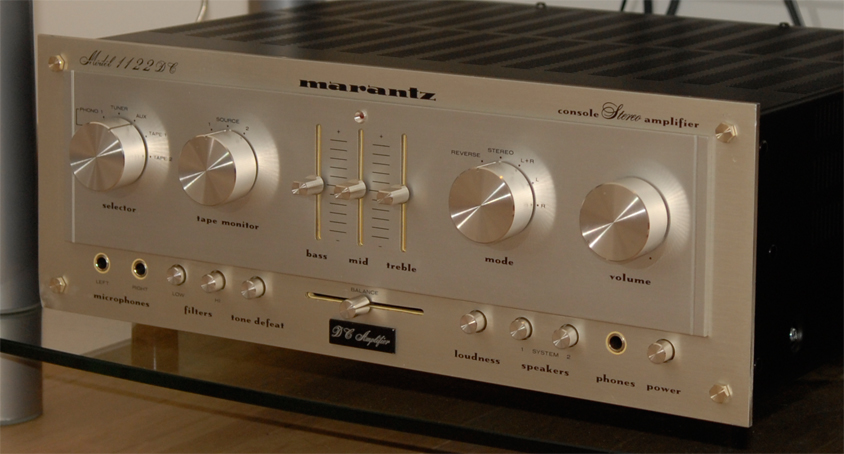
Marantz 1122DC (1978)

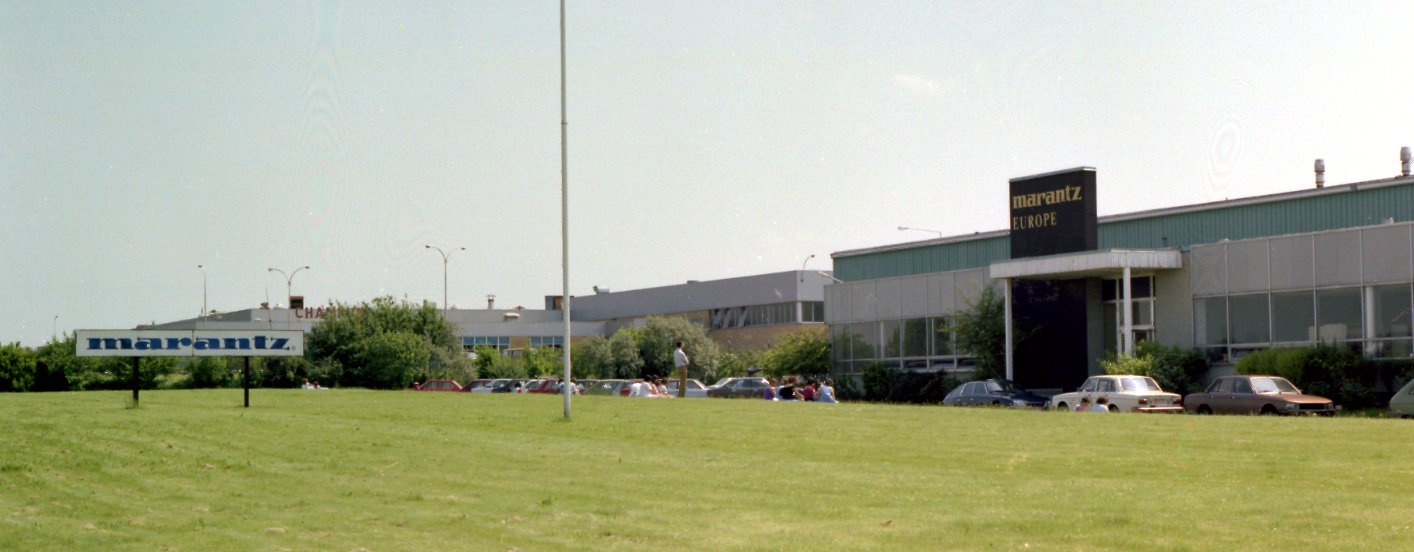
Marantz Europe in Belgïe (1974-1985)

### Het begin
Saul B. Marantz werd geboren als oudste van drie kinderen op 7 juli 1911 in New York.
Saul Marantz begon in 1948 vanuit zijn woonhuis in Kew Gardens met het ontwerpen en produceren van audioapparatuur. In 1952 verkocht hij de eerste 'Audio Consolette Model 1' monovoorversterker. De eerste 100 waren heel snel uitverkocht. Omdat hij inmiddels ook al meer dan 400 backorders had, besloot Saul om in 1953 de Marantz Company op te richten. In 1956 kwam de Model 2 mono-eindversterker uit. Eind jaren 50 was de vraag naar die modellen zo groot dat hij een fabriekje in New York kon opzetten. In 1958 kwam een van de bekendste en gewildste versterkers uit: de Model 7.

### 1960-1979
In 1960 lanceerde Marantz het model 9 mono-eindversterker. De combinatie van het Model 7 en twee Model 9's werd, en wordt zelfs nu nog, gezien als een hoogtepunt in de historie van HiFi. In 1963 ontwierp Saul Marantz samen met Richard Sequerra model 10B, een buizen-fm-tuner met een ingebouwde oscilloscoop. Hierdoor ging het bedrijf bijna failliet, omdat er grote investeringen nodig waren om het apparaat te ontwerpen en te maken. De verkoop viel bovendien tegen omdat moest worden geconcurreerd met grote merken als The Fisher, Scott en Pioneer. Saul Marantz verkocht het bedrijf in 1964 aan Superscope. Hij trad af in december 1967.
Superscope verhuisde de productie naar Sun Valley bij Los Angeles voor de Amerikaanse markt. De low end-toestellen liet men in Japan of in Europa in België maken. In de beginjaren (1964-1971) van Superscope produceerden ze onder andere Model 33 (voorversterker), Model 16 (eindversterker), Model 18&19 (oscilloscoopreceivers) en Model 20 (oscilloscooptuner). Midden jaren '70 werden er echte parels op de markt gebracht, zoals Model 510M (eindversterker) en Model 3800 (voorversterker), maar ook enkele opmerkelijke receivers zoals Model 2325. Daarnaast bood Marantz ook voor het eerst quadrofonie-apparatuur aan.
Vanaf 1977 was voor het eerst sprake van een overname door Philips. Marantz Europa stelde in 1978 Ken Ishiwata (8 mei 1947-25 november 2019) aan als Technisch Coördinator. Ken werd na twee jaar benoemd tot Product Development Manager en zou later uitgroeien tot Brand Ambassador. Vanaf 1979 werden eenvoudige toestellen ook in Taiwan geproduceerd. In datzelfde jaar werden de twee zwaarste radio-ontvangers ontworpen, de modellen 2500 en 2600, beide met een vermogen van bijna 300 watt RMS bij 8 ohm impedantie.

### 1980-1999
In december 1980 kwam Marantz in handen van Philips. Alleen Marantz Amerika en Canada bleven bij Superscope. Philips ging nog even verder met de bekende 'Model' stijl. Ook kwam de Esotec-serie uit, een high-end-serie met enkel opmerkelijke voor- en eindversterkers, oscilloscooptuners (ST-7 en ST-8).
In 1982 introduceerde Marantz de CD-63, hun eerste CD-speler. In 1985 introduceerde Marantz de CD-45 Limited Edition (LE). Het was de eerste keer dat Ken Ishiwata met een speciaal concept voor Marantz kwam. Ken Ishiwata zag de muzikale potentie van de CD-45 en stelde voor om enkele aanpassingen te maken. De CD-45 LE werd in de markt gezet als "meest muzikale CD-Speler in de wereld" en was zo succesvol dat de 2000 geproduceerde componenten in slechts twee weken waren uitverkocht. In de jaren hierna ontwikkelde Ken Ishiwata naast de Limited Edition ook versies als Special Edition (SE), Original Special Edition (OSE) en Ken Ishiwata Signature (KI).
In 1990 nam Philips ook Marantz Amerika en Canada over. Philips werd hierdoor 100% eigenaar van Marantz.
De versterker Marantz PM-99SE (1992 introductie) en de CD-speler Marantz CD-15 (1995 introductie) waren de eerste Marantz producten die voorzien werden van de compacte hoge-dichtheids en zeer snelle versterkermodule "HDAM" (Hyper Dynamic Amplifier Module). Deze technologie, ontworpen door Marantz zelf, zorgt voor een meer dynamische, accurate en gedetailleerde audiovoortbrenging door standaard IC's te vervangen door discrete circuits.
Saul Marantz overleed in 1997 op 85-jarige leeftijd.[3]

### 2000-2016
Marantz stelde in 2000 de eerste Super-Audio-CD-Speler SA-1 voor. In 2001 werd Marantz overgenomen door Marantz Japan. In 2002 fuseerden Marantz Japan en Denon tot moederbedrijf D&M Holdings. Later sloten ook andere bedrijven zich aan, zoals Boston Acoustics. In 2008 verkocht Philips al haar aandelen in D&M Holdings, waarmee een 28-jarige samenwerking werd beëindigd tussen Marantz en Philips.
Ken Ishiwata's 30-jarige verbintenis met Marantz leidde in 2009 tot de introductie van een speciale set, de CD/SACD-speler KI Pearl en de versterker PM KI Pearl. De set is inmiddels een gewild collectors item.
In 2013 bestond Marantz 60 jaar. Dat werd gevierd met de introductie van de allereerste USB-DAC-netwerkspeler, de nieuwe Marantz NA-11S1.

### 2017-2022
D+M Group werd in 2017 onderdeel van Sound United LLC. Naast Denon en Marantz vallen ook Boston Acoustics, Classe, Definitive Technology, Heos en Polk onder de Sound United vlag.
Brand Ambassador Ken Ishiwata, mocht in 2018 een speciale KI set ontwerpen vanwege zijn 40-jarig jubileum, de CD/SACD-speler SA KI Ruby en de versterker PM KI Ruby. Deze twee high-end producten werden aangeboden in de premiumserie van Marantz en waren in Europa verkoopgelimiteerd op 1000 stuks.
Mei 2019 kondigde Sound United LLC aan dat Ken Ishiwata, sinds 1996 Brand Ambassador, in mei zijn 41-jarige dienstverband bij Marantz beëindigt.

### 2022-heden
In 2022 werd Sound United LLC overgenomen door Masimo Corporation, een medisch technologiebedrijf, wereldwijd actief op het gebied van monitoringsoplossingen voor ziekenhuizen en thuistoepassingen. Deze transactie, met naar verluidt een waarde van 1,03 miljard dollar paste totaal niet bij de strategie van Masimo en in 2024 werd aangekondigd dat de Consumenten divisie, waar Sound United onder valt, mogelijk wordt afgestoten.

## Noviteiten
- 1952 verkocht Saul Marantz zijn eerste audioproduct, de "Audio Consolette Model 1" voorversterker.
- 1963 ontwikkelde Marantz de eerste draaitafel met tangentiale toonarm, de SLT-12 en later de SLT-12U.
- 1963 ontwikkelden Saul Marantz, Sidney Smith en Richard Sequerra Model 10B, een tuner op buizen met ingebouwde oscilloscoop. Dit is de eerste tuner waar een oscilloscoop werd ingebouwd, deze werd gebruikt om het fm-signaal te controleren (tuning), het geluid te zien of de positie van de antenne fijn te stellen.
- 1982 introduceerde Marantz de CD-63, hun eerste CD-speler.
- 1991 introduceerde Marantz de CD-Recorder, de CDR-1. Het was de eerste CD-Recorder die officieel op wereldniveau werd geïntroduceerd.
- 1992 introduceerde Marantz de versterker PM-99SE voorzien van de compacte hoge-dichtheids en zeer snelle versterkermodule "HDAM" (Hyper Dynamic Amplifier Module).
- 2000 stelde Marantz hun eerste Super-Audio-CD-Speler SA-1 voor.
- 2016 introduceerde Marantz zijn 9.2 surround receiver SR 7011.